# Обсада на Видин (1885)
Вижте пояснителната страница за други значения на Обсада на Видин.
Обсадата на Видин по време на Сръбско-българската война от 1885 година е голямо сражение за контрол над града, защитаван от български войски. Завършва с успех за българите, които отбиват всички пристъпи на сръбската армия до 16 ноември.

## Обсада на Видин (1885)

### Разположение на силите
За отбраната на Северозападна България българското командване създава Северния отряд под общото командване на капитан Атанас Узунов. В навечерието на войната той достига до 15 000 войника и 37 оръдия. Групиран е в:
- Видински отряд (капитан Атанас Узунов).
- Бреговски отряд (подпоручик Тодоров).
- Кулски отряд (подпоручик Николаев).
- Белоградчишки отряд
- Берковски отряд
- Летящ отряд (капитан Георги Тодоров)
- Общ резерв (поручик Драганов)
- два катера на Дунавската речна флотилия.

За атака срещу Северозападна България, сръбското командване определя Тимошката армия под общото командване на генерал Милойко Лешанин. В навечерието на войната достига до 11 000 войника, 400 коника и 26 оръдия. Групиране в:
- Тимошки отряд
- Кулски отряд
- Южен отряд

### Оперативна обстановка
На 5 ноември 1885 г. силите на Северния български отряд се прегрупират. Бреговския, Кулския и Белоградчишкия отряд се прибират във Видинската крепост и усилват Видинския отряд. Силите достигат до 6170 войника и 31 оръдия. Групирани са в десен участък, ляв участък и резерв. Десния участък (поручик Жаджиев) включва редута „Баба Вида“, Карибергския редут и бастиони № 1, 2, 3 и 4. Левия участък (поручик Стайков) включва Белоградчишкия форт, Новоселския и Татарджишкия люнет и бастиони № 5, 6, 7 и 8. Резерва е съсредоточен в центъра на Видин. Артилерията заема предварително подготвините огневи позиции.
Тимошката сръбска армия планира настъпление срещу Видинската крепост. Изходните позиции на Тимошкия отряд са при с. Смърдан – с. Капитановци, на Кулския отряд при с. Бяла Рада – с. Тадарджик, на Южния отряд при с. Видбол – с. Назър махала (Гурково).

### Бойни действия
На 12 ноември сръбските сили подхождат към подстъпите Видинската крепост. Фронта на настъплението сключва плътен обръч. С пушечен и артилерийски огън прикриващите български подразделения забавят развръщането на противника.
На 13 ноември Бреговския отряд провежда излизане от крепостта. С бой разкрива живата сила и тежкото въоръжение на противника. След обяд сръбски подразделения атакуват бастион № 5 и 6. С упорита съпротива бастионите са задържани. На отделни места сърбите излизат на близките подстъпи на крепостта.
Новината за сръбския неуспех по направлението Ниш-Пирот-София повдига духа на българските войни. На предложението на генерал Лешанин за предаване на крепостта, капитан Узунов отговаря:
„В Русия съм се учил да защитавам, а не да предавам крепости....С Вас ще преговарям, когато напуснете пределите на моята Родина. В противен случай ще мина в настъпление и ще Ви разгромя.“
На 14 ноември от 6 часа сутринта войните на Северния отряд провеждат активно настъпление при с. Калугер-с. Лагошевци и с. Арчар.
На 15 ноември е организирано ново настъпление към с. Новоселци. В доста моменти се водят ожесточени ръкопашни схватки.
Действията на Видинския отряд респектират сръбското командване и атаките срещу Видинската крепост са прекратени.

## Памет
През 1910 г. в чест на победата на гаровия площад във Видин е издигнат паметник костница, известен като „паметника на Скърбящия войн“.